# Gekielter Feldsalat
Der Gekielte Feldsalat (Valerianella carinata) ist ein in Mitteleuropa zerstreut vorkommender Angehöriger der Baldriangewächse (Valerianoideae).

## Pflanzenbeschreibung

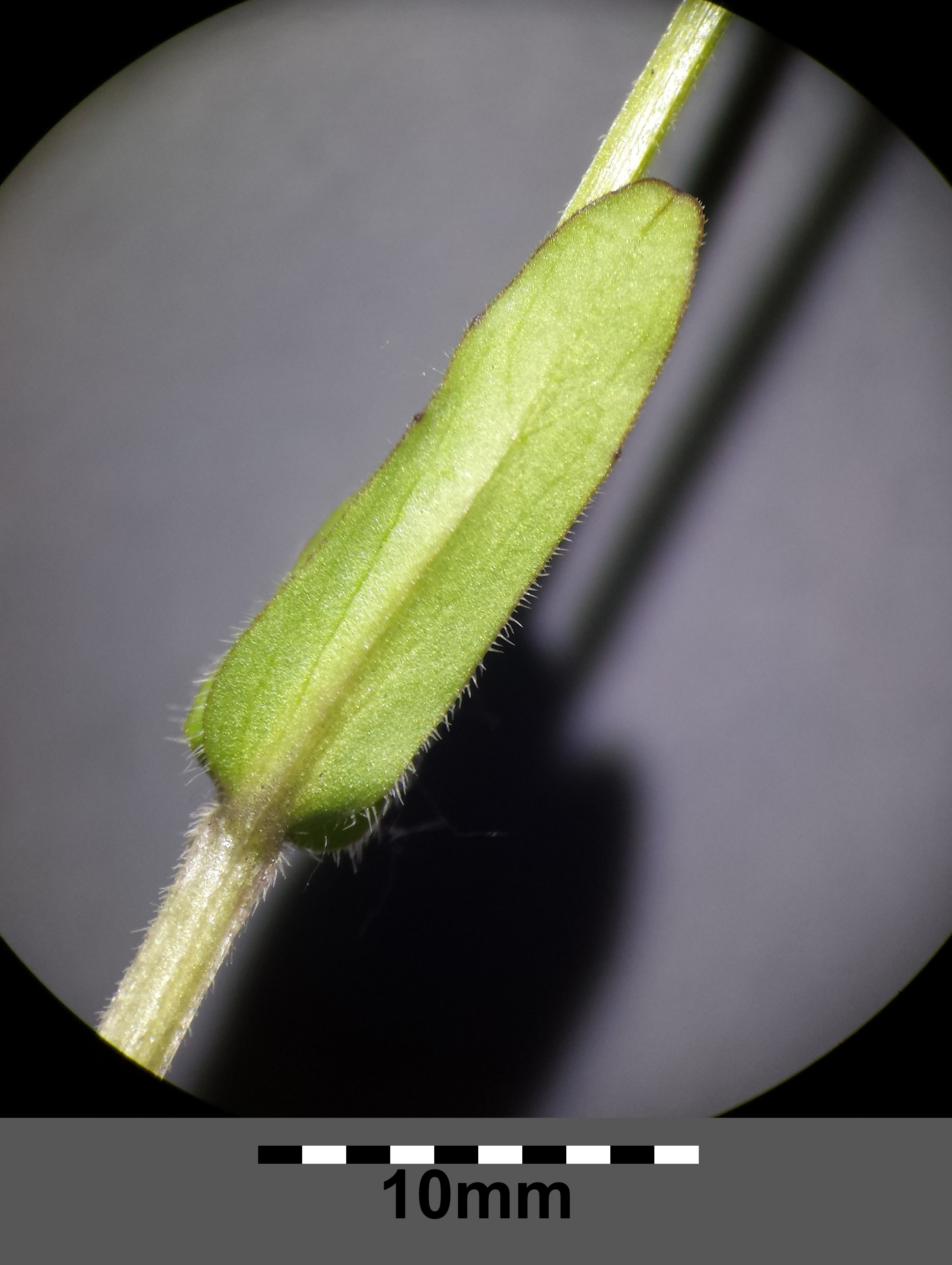
Stängel mit Laubblatt

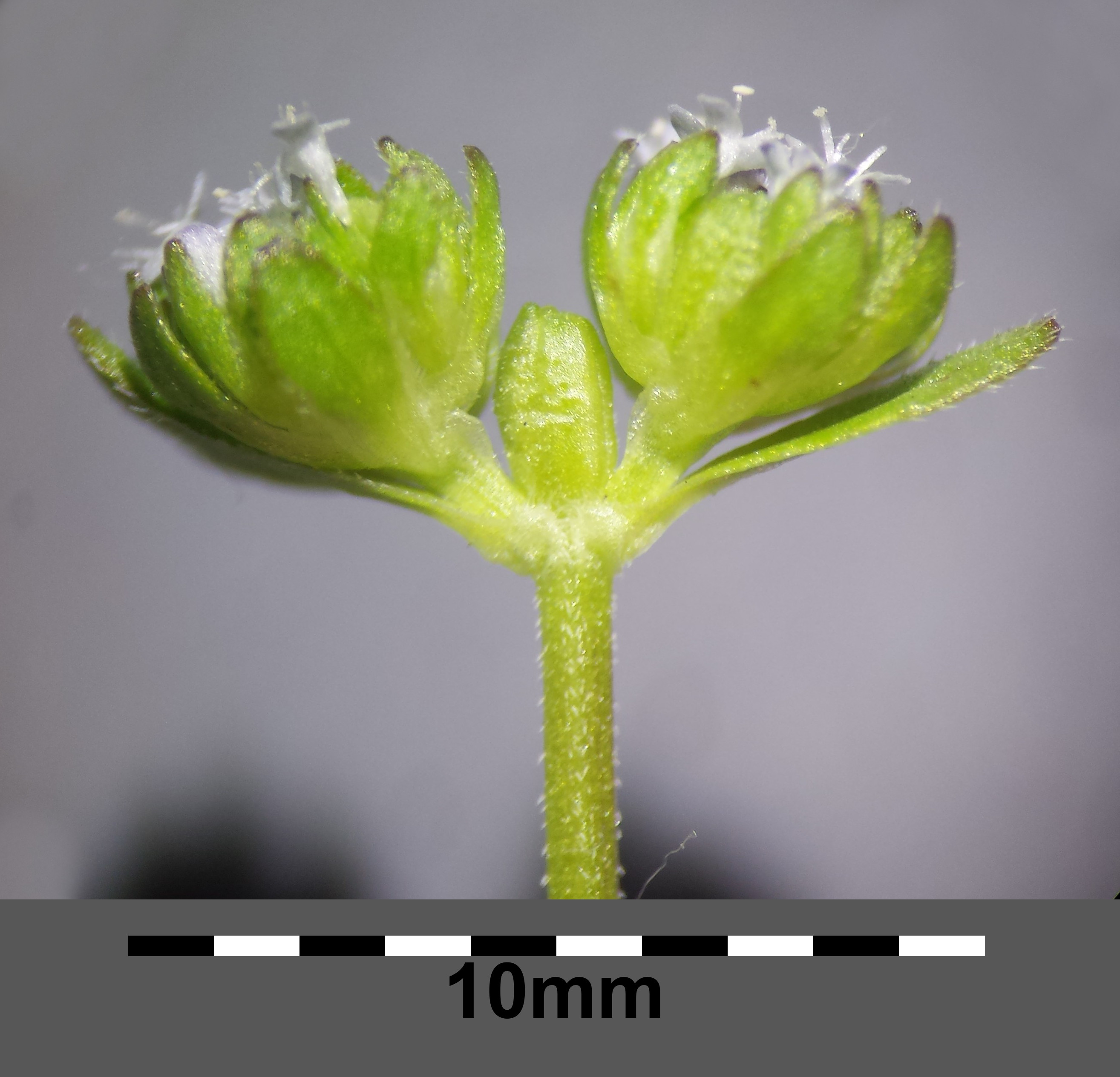
Blüten-/Fruchtstand

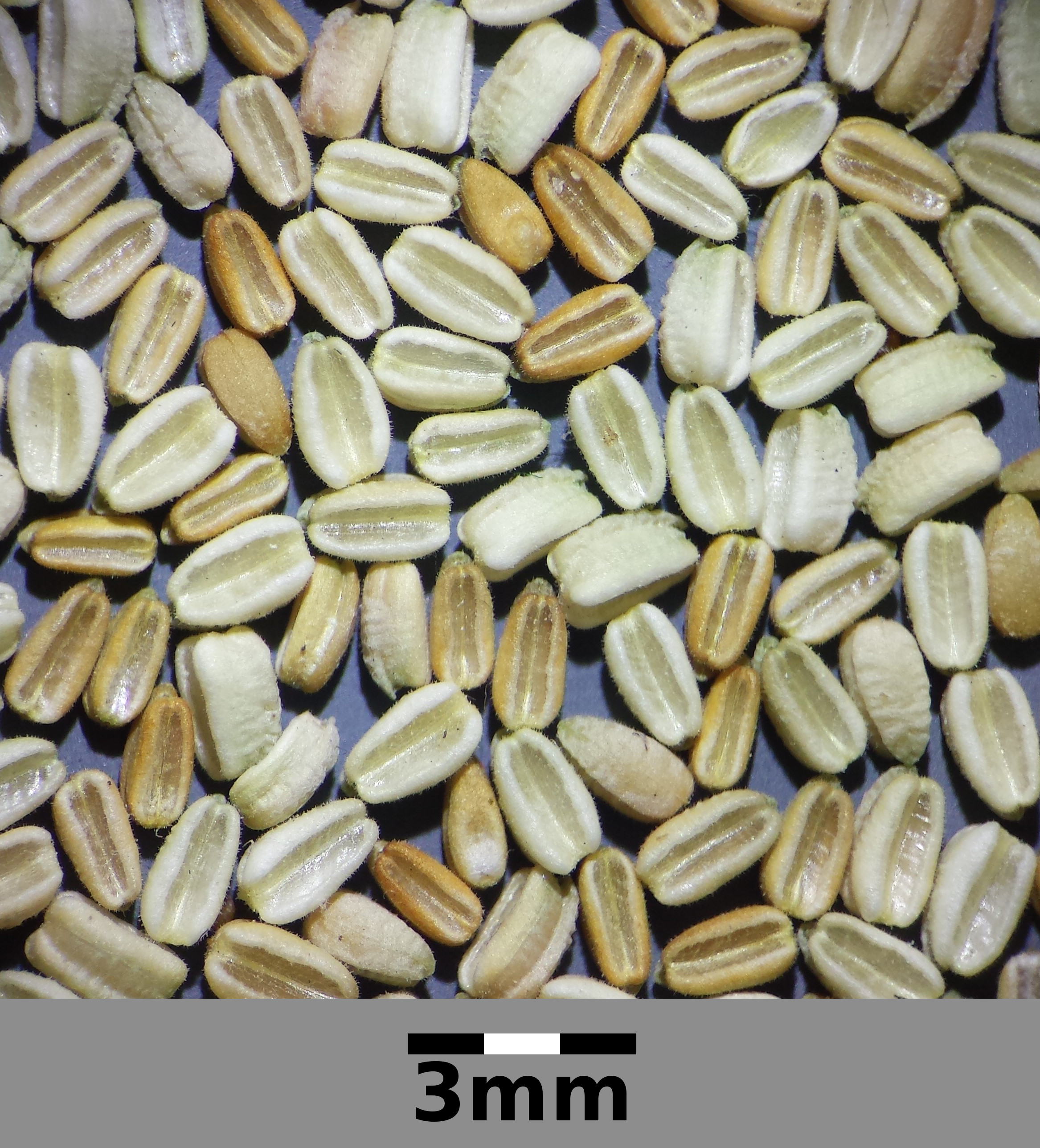
Früchte

Die einjährige krautige Pflanze ähnelt in ihrem Aussehen sehr dem häufig vorkommenden Gewöhnlichen Feldsalat (Valerianella locusta). Sie erreicht meist Wuchshöhen zwischen 5 und 20, manchmal auch bis 40 cm. Der Stängel ist im Querschnitt sechskantig geformt und dicht abwärts gekrümmt behaart.
Die schmal spatelförmigen Laubblätter sind fast kahl, die oberen sind länglich-linealisch geformt und stumpf.
Der Blütenstand ist mehrfach gabelig verzweigt. Die Hochblätter sind in etwa so lang wie die Blüten.
Die bläulich-weißen Blüten sind etwa 1,5 mm lang.
Die Frucht hat eine Länge von etwa 2,5 mm und ist kahl bis kurzhaarig. Sie ist allseitig länglich geformt und im Durchmesser fast quadratisch. Sie besitzt eine tiefe Furche zwischen den leeren Fruchtfächern. Die Fruchtwand ist im Bereich der tiefen Furche dünnhäutig und durchscheinend. Im Bereich des samentragenden Fruchtfachs ist sie nicht verdickt. Die Frucht besitzt keinen deutlichen Kelchsaum.
Der Gekielte Feldsalat blüht vorwiegend in den Monaten April und Mai.
Die Chromosomenzahl beträgt 2n = 16 oder 18.

## Verbreitung und Standortansprüche
Der Gekielte Feldsalat kommt in Mittel- und Südeuropa und Nordafrika vor. Nach Osten dringt er bis in den Kaukasus und den Iran vor. Er ist ein submediterran-mediterranes Florenelement.
In Deutschland kommt die Art vorwiegend im mittleren und südwestlichen Gebiet vor. Darüber hinaus wird der Gekielte Feldsalat selten verschleppt aufgefunden. In Österreich kommt Valerianella carinata im pannonischen Gebiet zerstreut, ansonsten selten vor. In den Westalpen gilt er als gefährdet. In der Schweiz findet man ihn allgemein zerstreut vor.
Valerianella carinata wächst in Getreidefeldern, in Weinbergen und an Wegrändern. Die Art bevorzugt mehr oder weniger trockene, warme, nährstoffreiche und meist lehmige Böden. Er kam ursprünglich vor in Gesellschaften der Klasse Sedo-Scleranthetea, ist aber sekundär eingedrungen in Gesellschaften der Verbände Fumario-Euphorbion – hier besonders ins Geranio-Allietum vinealis – und Caucalidion lappulae.